# Traneberg
För andra betydelser, se Traneberg (olika betydelser).
Traneberg är en stadsdel i Västerort i Stockholms kommun och tillhör Bromma stadsdelsområde. Den gränsar i söder till Alvik och i väster till Ulvsunda. Tranebergsbron binder den samman med Kristineberg i öster.   

## Administrativ historik
Området köptes av Stockholms stad 1904 men började inte exploateras förrän under 1930-talet. Administrativt tillhör Traneberg Bromma stadsdelsområde, kyrkligt Västerleds församling sedan 1955 och innan dess Bromma församling.    

## Historia

### 1600- och 1700-talen
Området tillhörde från början Ulvsunda slott och dess ägor. Namnet Traneberg kommer från den krog/värdshus som låg precis söder om bostadsområdet Minneberg och som drevs av krögaren Bengt Trana på 1700-talet. Torpet revs 1937 då Svartviksvägen drogs fram. Torpet där Bengt Trana bodde är omtalat sedan 1670-talet när byggnaden var ett färjekarlstorp. Mannen som rodde båten mellan Kristineberg och Traneberg bodde och arbetade här innan den första Tranebergsbron byggdes under andra hälften av 1700-talet. Bengt Trana drev värdshus i torpet från 1729, och 1733 fick värdshuset namnet Traneberg.
Under 1700- och 1800-talen bodde människor i fastigheterna Tranebergs gård, Tranebergs krog och Johannelunds gård men också i dagens Minneberg där industriverksamhet bedrevs fram till 1980-talet. Tranebergs gård fick sitt nuvarande utseende vid en ombyggnad i början av 1800-talet, och Johannelunds gård från slutet av 1700-talet. 
År 1810 köptes Johannelunds gårds mark loss från Ulvsunda säteri, och häri ingick även Tranebergs gård och torpet Traneberg. Hela Traneberg köptes av Stockholms stad 1904. Tranebergs gård finns bevarad medan torpet Traneberg är rivet.

### Tranebergsbron
Den första Tranebergsbron som förband Kungsholmen med Traneberg lät byggas av Gustav III 1784-87 för att lättare komma ut till Drottningholm. Brons västra landfäste låg precis norr om dagens bro på Tranebergssidan och i förlängningen av Adlerbethsgatan på Kungsholmssidan. Den nuvarande Tranebergsbron som stod färdig 1934 var en planerad del i ledet att bygga ut Brommalandet, detta inkluderade även Traneberg där bebyggelsen sattes igång 1934.

### Stockholm stad köper Traneberg
År 1904 när Stockholms stad köpte Traneberg motiverades köpet med att Traneberg är "entrén till utanförliggande landsbygd" och att det är viktigt att säkra köpet då staden kan förverkliga planerna på att expandera Stockholm utanför tullarna. "Frälselägenheten Traneberg", ett annat ord för en mindre gård med mark, beskrivs ha 28 ha mark, varav 7 ha åker. Traneberg ligger under egendomen Ulvsunda, och båda områdena köptes av staden.

### Industrierna i Svartvik/Minneberg

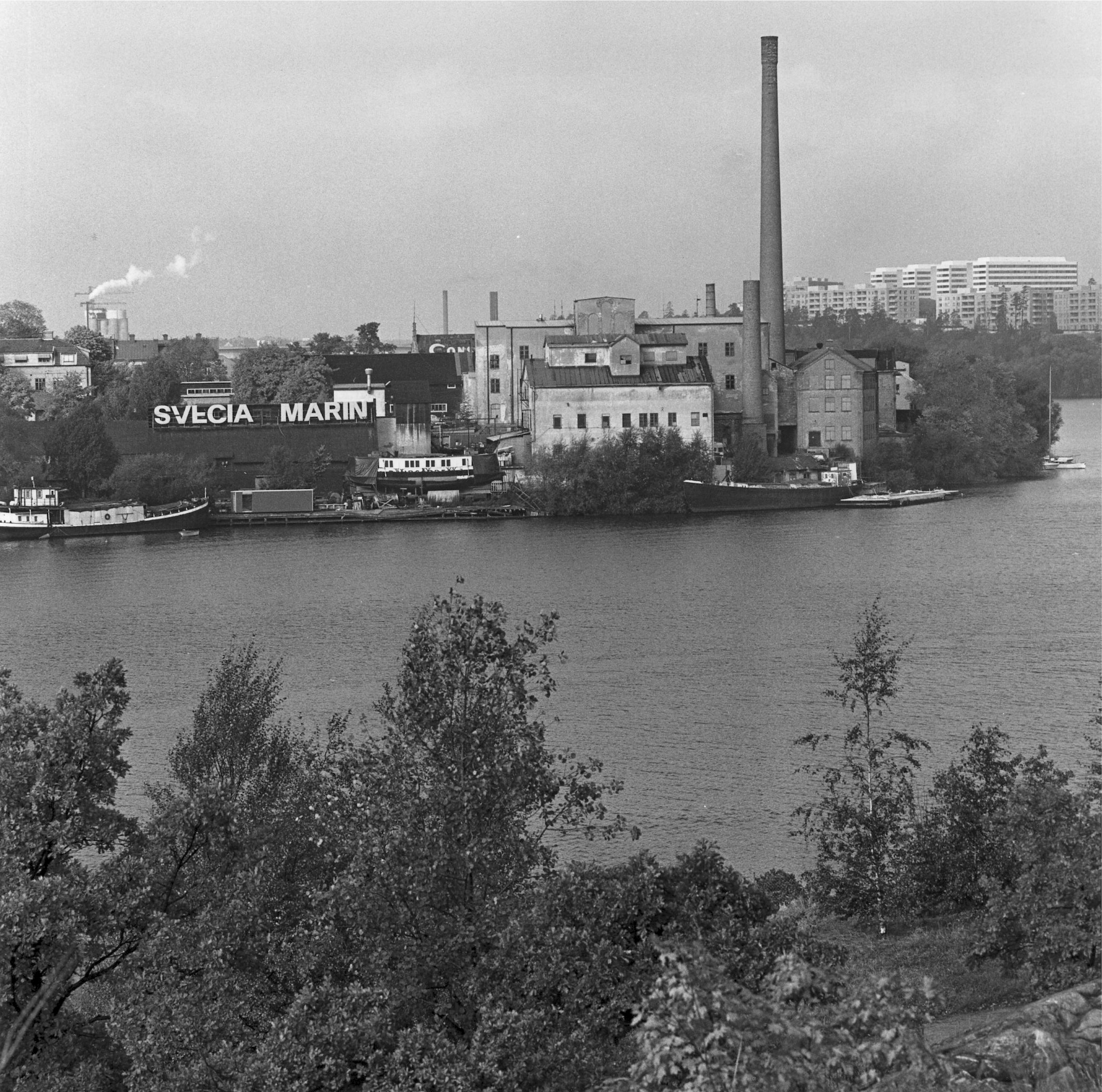
Stockholms Benmjölsfabrik AB i Sandvik/Svartvik i Traneberg innan bostadsområdet Minneberg byggdes. Vy över fastigheten från öster.

Redan på 1850-talet fanns det industrier av olika slag i Traneberg på halvön Sandvik/Svartvik. Svartvik är ett äldre namn på området Minneberg, som ligger i Traneberg närmast Ulvsundasjön. En tid ägdes området kring Svartvik av brännvinskungen Lars Olsson Smith, som hade omfattande brännvinstillverkning på Reimersholme. L.O. Smith sålde området vid Svartvik till en färgfabrikör vid namn P.A. Schedin, som lät uppföra en fabrik i början av 1870-talet. 
Svartviks stärkelsefabrik byggdes ett par år senare och Tangens gardinfabrik kom också till området. Gardinfabriken, AB Skandinaviska Trådgardinsfabriken, fanns här från slutet av 1800-talet hade sin verksamhet ända till 1956.
Åren 1856–1877 låg Sandviks glashytteaktiebolag här vid Sandvik, intill Svartvik. Sandviks glasbruk producerade ölflaskor. År 1872 hade en industri för tillverkning av stärkelse ur risgryn varit igång innan Benmjölsfabriken startade i norra delen av Sandviks industrimark. Först tillkom Sandviks limfabrik under 1800-talets slut. Fabriken bytte namn efter en tid till Sandviks Benmjölsfabrik. Stockholms Benmjölsfabrik (Sandviks limfabrik) startades 1890. Några år senare, 1897, köpte benmjölsfabriken området Minneberg. Fabriken tillverkade lim och tvättmedel fram till 1968. Limfabriken spred en obehaglig doft i området.
Flera småindustriella verksamheter tillkom också senare. Kommunen övertog området och på 1980-talet hade alla gamla industrianläggningar rivits bort. Det nya bostadsområdet Minneberg byggdes i mitten av 1980-talet. Bostadsområdet består idag av fyra bostadsrättsföreningar, dessa är Tranan, Svartvik, Sandvik och Tangen. I Minneberg idag finns ett fåtal fastigheter som minner om tiden som industriområde, bland annat ett antal bostäder för arbetare, tjänstemän och en disponentvilla.

## Bebyggelse

### Äldre bebyggelse
Inom Traneberg ligger två äldre välbevarade byggnader, Johanneslunds gård och Traneberg gård. Johanneslunds gård byggdes som sommarnöje 1798 för Abraham Keyser som arrenderade området från egendomen Ulvsunda. År 1810 köpte Keyser marken och tog över Traneberg och anlade då Tranebergs gård. Margretelundsvägen som går genom Traneberg och in i stadsdelen Margretelund är uppkallad efter Margretelunds gård, i sin tur uppkallad efter Margretelunds slott och släkten Åkerhielm af Margretelund, tidigare ägare av Ulvsunda slott.
I Minneberg finns idag ett antal äldre fastigheter bevarade från tiden som industriområde från sent 1800-tal och tidigt 1900-tal. Bland annat arbetarbostäder, tjänstebostäder och disponentvilla.

### Stockholm stad köper Traneberg
Området Traneberg köptes 1904 av Stockholms stad för 190 000 kr, samtidigt köptes Ulvsunda, Åkeshov och Stora Ängby.
Från 1911 till 1935 arrenderades en del av Traneberg av Djurgårdens IF. Tranebergs IP anlades och periodvis fungerade den som hemmaplan för Djurgårdens IF. År 1935 gick arrendet ut varvid läktarna revs och bostadsbygget inleddes. Djurgårdens IF som under åren flyttat fram och tillbaka mellan Tranebergs IP och Stockholms Stadion kom att flytta in mer permanent i den senare anläggningen.
År 1912 under Olympiska sommarspelen spelades två av 11 fotbollsmatcher i Traneberg på Tranebergs IP.
Till skillnad från Äppelviken och Ulvsunda, som båda är ganska platta områden var Traneberg som namnet antyder fullt av bergsknallar och sten och var otroligt kuperat. Under 1910- och 1920-talen bebyggdes Äppelviken och Ulvsunda enligt trädgårdsstadsprincipen, med stora villor för övre medelklass och längor av tvåvåningsbyggnader utefter slingrande gator. Detta fungerade inte i Traneberg utan här kom ett annat rådande ideal att planeras, klassisk funkis med smalhus eller som också kallas Barnrikehus.

### 1930-talet
Fram till början av 1930-talet hade Stockholms stad samlat på sig stora markområden precis utanför tullarna. Under 1910- och 1920-talen hade bland annat Enskede, Ulvsunda och Äppelviken bebyggts enligt trädgårdsstadsidealet. Kvar fanns dock även stora områden som inte passade sig för villabebyggelse. Traneberg var ett av dessa områden. Att bebygga just Traneberg förgicks inte av någon tävling, men 1932 hade en tävling utlysts för Årsta. Tävlingen och dess resultat av smalhus tillämpades sedan först på Traneberg, redan innan det faktiskt började byggas i Årsta. Ett fåtal smalhus fanns några år tidigare innanför tullarna, men Traneberg var det första område som helt bebyggdes på detta sätt. En stor del av husen i Traneberg ritades av stadens Egnahemsbyrå, på så sätt sattes en standard för utformning. Beställarna var däremot främst privatpersoner som sedan hyrde ut lägenheter. 

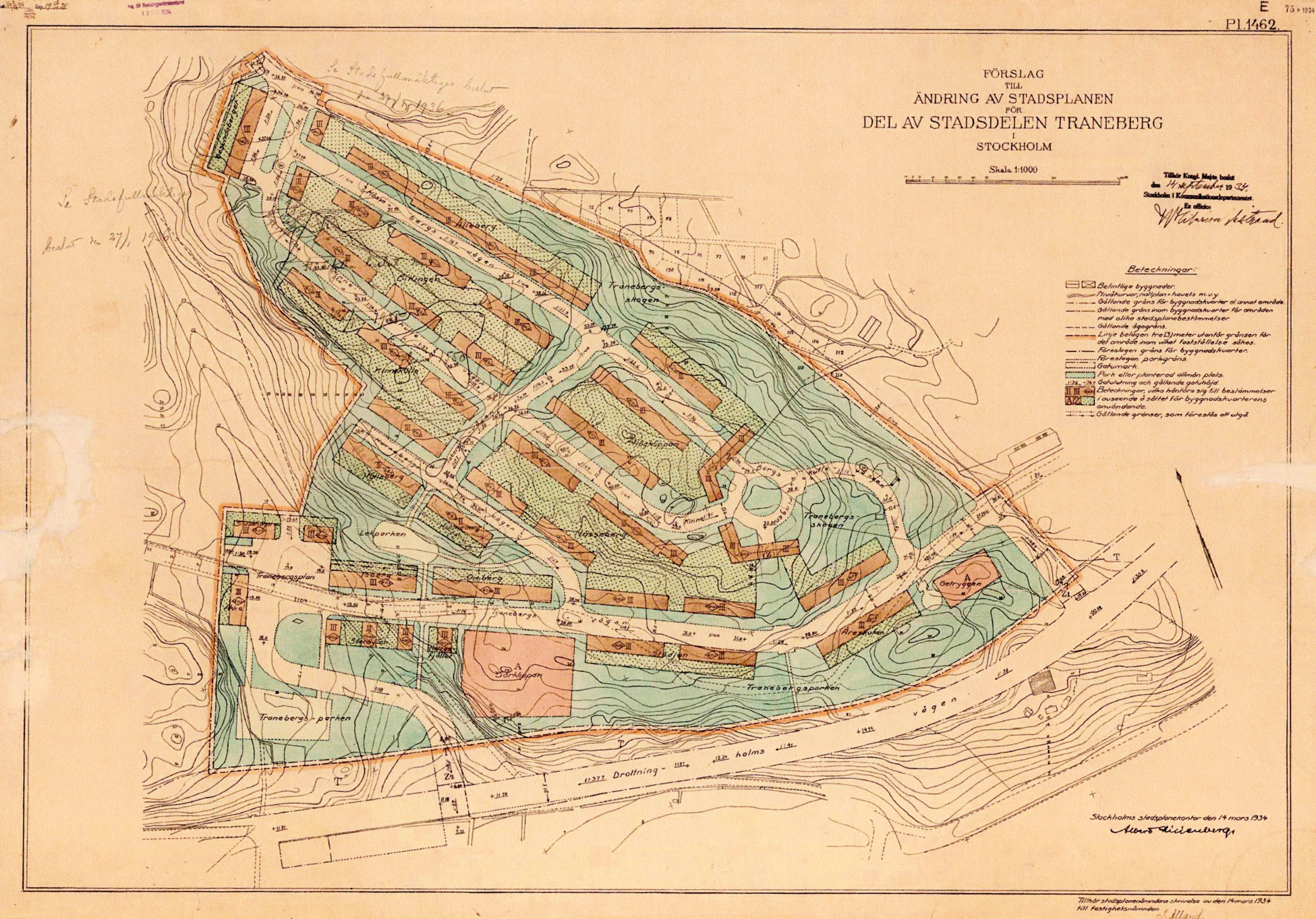
Stadsplanen för Traneberg från 1934.

Tranebergs bebyggelse planerades i tre omgångar på 1930-talet. Den första stadsplanen kom 1932 och gällde centrala Traneberg och genomfördes med ett mindre tillägg 1934. En andra stadsplan kom 1935 och berörde områdena norr och väster om den första stadsplanen. Området precis norr om idrottsplatsen fick en stadsplan 1937. Bebyggelsen ritades mellan 1934 och 1939 och färdigställdes fram till 1940. Mellan 1942 och 1945 ritades och uppfördes ett fåtal fastigheter men som sedan tidigare redan varit planerade. 

Förslaget till stadsplan för Traneberg gjordes av stadsplanekontorets egen arkitekt Thure Bergentz med funktionalistiska stadsplaneideal som förebild. Hur sådana områden och bostäder kunde gestaltas, visades redan på Stockholmsutställningen 1930 med Tysklands moderna bostadsbyggande som förebild. Axel Dahlberg var fastighetsdirektör i Stockholm 1933–1945 och han räknas som drivande kraft bakom projektet. De olika fastigheterna i Traneberg fick namn som anknöt till platsens bergiga natur, berg, fjäll och höjder som Holaveden, Gesunda, Sulitelma, Högklint, Dundret och Sarek. Gatorna fick liknande namn, som Hallebergsvägen, Kinnekullevägen, Kebnekaisevägen och Mössebergsvägen. 

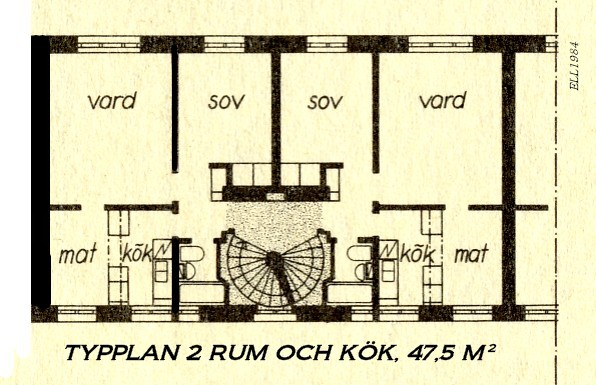
Typplan 2 rum och kök på 47,5 m².

Traneberg blev ett exempel för de första så kallade barnrikehusen som uppfördes i Stockholm, ett annat område var Hammarbyhöjden, också det området var kuperad skogsmark. Den statliga bostadspolitiken inleddes 1935 med ett särskilt stöd till bostäder till “mindre bemedlade barnrika familjer”. Detta var en direkt reaktion på Alva och Gunnar Myrdals debattbok "Kris i befolkningsfrågan" från 1934, där bland annat bättre bostäder föreslogs. Barnen som flyttade in i dessa barnrikehus kallades även ”Myrdalingarna”.
Dessa barnrikehus, eller smalhus, som de också kallas, var nio till tio meter djupa trevåningshus med två lägenheter per trapplan som hade utsikt mot minst två håll. Hörnlägenheterna som ibland var större kunde ha utsikt mot ett tredje håll. När projektet barnrikehus föreslogs fanns det flera kritiska röster som menade att det var smartare att bygga djupare hus likt dem som finns i Kristineberg byggda tidigt 1930-tal av bland annat Sven Markelius. Sven Markelius, arkitekt och grundare av HSB var djupt kritisk. Hans hus blev efter smalhusens genomslag däremot kritiserade för att endast ha fönster mot ett håll, pentryn utan egna fönster och djupa lägenheter utan tillräckligt med ljus. Många av de mindre lägenheterna byggda under 1920-talet var mörka, och hade en stor hall som bara kunde användas för genomgång. Lägenheterna var inte yteffektiva i jämförelse med smalhusen.
Lägenheterna under det första året i Traneberg var projekterade i enlighet med lånebestämmelsernas minimistandard och bestod huvudsakligen av två rum och kök. Med dagens mått var lägenheterna små, mellan 45 och 50 m², men för dåtidens anspråk var de välutrustade. Alla hus hade centralvärme, alla bostäder hade ett eget badrum med WC och rinnande kallt och varmt vatten, ett komplett utrustat kök samt balkong. Stora fönster släppte in ljus och luft, i trappuppgången fanns stora fönster, ett sopnedkast och på gården en lekplats i det gröna. Dessa smalhus placerades 1934 längs med Tranebergsvägen från Tranebergsplan och österut, Tranebergs "huvudgata", samt längs Hunnebergsvägen.
Barnrikehusen i Traneberg, men också i Hammarbyhöjden, placerades fritt och anpassades efter naturen. Vägar drogs där gamla stigar fanns och naturen mellan husen och gatorna bevarades vild, med stentrappor, räcken och gångar som förband bostadsområdena med varandra. I Traneberg fanns en standard satt för hur husen skulle utformas. Tre våningar, källare, trapphus med fönster, ingen vind, balkonger, en viss totalhöjd på byggnaden och en förutbestämd takfallsvinkel på 30 grader. En stor del av husen hade 270 cm i takhöjd, vissa 260 cm. Fastigheterna var alla hyreshus, vissa som staden uppfört och vissa av privata byggherrar. Eftersom alla fastigheter stod på tomträtt kunde staden till viss del kontrollera byggandet. Arkitekterna som ritade Tranebergs bebyggelse på 30-talet är idag stora namn inom funkisarkitekturen. Bland annat finns byggnader av Sture Frölén, Albin Stark, Archibald Frid, Björn Hedvall, Cyrillus Johansson, Edvin Engström och Holger Blom.
Efter det första året av byggande 1934,  byggdes lägenheterna 1935 och 1936 något större, två- och trerumslägenheter mellan 50 och 59 m² i en fortsättning av Tranebergsvägen, Hunnebergsvägen, Kinnekullevägen och Mössebergsvägen. Trerumslägenheterna bestod ofta av ett litet arbetskök och intilliggande matrum. Under 1937 fortsätts det byggas på samma sätt som 1936, då Tranebergshöjden med Hallebergsvägen och Ödmårdsvägen bebyggs, även precis nedanför, Högklintsvägen. År 1937 görs även Mössebergsvägen komplett med tre ytterligare fastigheter. Tranebergsvägen västerut från Tranebergsplan färdigställs också 1937, samt Sareksvägen och Sulitelmavägen. År 1938 byggs det stora bostadsområdet runt Idrottsparken, men också en handfull fastigheter på Tranebergshöjden runt Hallebergsvägen och norra delen av Vidängsvägen. 
På varje gata fanns en butikslokal i bottenvåningen, i vissa fall fanns det flera per gata beroende på om gatan var lång eller inte. Varje litet område skulle ha en mjölkaffär eller någon butik som erbjöd lokal service. På Hallebergsvägen 26 fanns en mjölkbutik som senare byggts om till lägenhet. Butikslokalerna fanns alltid på kortsidan av huset där det ovanför kunde finnas tre- eller fyrarumslägenheter. Många butikslokaler har införlivats i dessa lägenheter med en trappa exempelvis. 
År 1942 och 1945 kompletteras Tranebergs redan existerande bebyggelse med en handfull fastigheter som redan tidigare varit planerade. 
Traneberg kom vid sidan av Hammarbyhöjden och Södra Ängby att kallas den vita staden då all bebyggelse målades vit eller ljust cremefärgad och svagt gul.

### 1980-talet och framåt
På 1980-talet renoverades och upprustades området, återigen med statliga subventioner. Lägenheterna i de mer centrala delarna av Traneberg, närmast tunnelbanan längs Tranebergsvägen bland annat ansågs nu för små och köken motsvarade inte dagens bostadsstandard. Många lägenheter slogs ihop till större enheter och kök och badrum byggdes om till dagens standard. En del fastigheter utrustades även med hiss. 
På 1980-talet hade staden även tagit över området Svartvik, inom stadsdelens norra område längs med vattnet. Småindustrierna här revs och ersattes med lägenhetsbebyggelse. Området kallades Minneberg. 
I början på 1990-talet byggdes ett nytt bostadsområde, Tranebergs strand, på den södra sidan av Drottningholmsvägen. Det nya området binder ihop Traneberg med Alvik och Alviks strand även längs sjösidan.

### Skyddad bebyggelse
I Traneberg finns två fastigheter som blåklassats av Stadsmuseet, Tranebergs gård och Johannelunds gård. Resten av bebyggelsen i Traneberg är grön- och gulklassad, även 1980-talsområdet Minneberg.

## Kommunikationer
SL busslinje 114 går genom Traneberg. Närmaste tunnelbanestation är Alviks tunnelbanestation, även Nockebybanans ändstation finns här och en hållplats på Tvärbanan. Kommunikationerna ligger längs med Drottningholmsvägen och precis på gränsen mellan Traneberg och Alvik.

## Demografi och statistisk information
Den 31 december 2021 hade stadsdelen 7 595 invånare, varav 21,3 procent med utländsk bakgrund. År 2020 var cirka 59 procent av bostadsbeståndet bostadsrätter medan hyresrätterna stod för cirka 41 procent, av dessa var cirka 21 procent av hyresrätterna inom kommunala bostadsbolag. Under kommunvalet 2018 röstade 22,9 procent på Moderaterna, 20,8 procent på Socialdemokraterna, 10 procent på Liberalerna och 9,9 procent på Vänsterpartiet. [källa behövs]

## Idrott
Lasse Björn, Bengt "Bingen" Larsson, Karl-Erik Andersson, bröderna Hans och Stig Tvilling och Rolf Pettersson är idrottspersonligheter som växte upp inom samma grannskap i Traneberg på 1930- och 40-talet.

## Service
I Traneberg finns smårestauranger och kiosker, en mataffär i Minneberg, en hundrastgård, skatepark och stor lekplats där den tidigare idrottsplatsen under Olympiska spelen 1912 låg. Här finns tre båtklubbar varav två är segelsällskap, en badplats, flera badbryggor och två kolonilottsföreningar med odlingslotter.

## Bilder

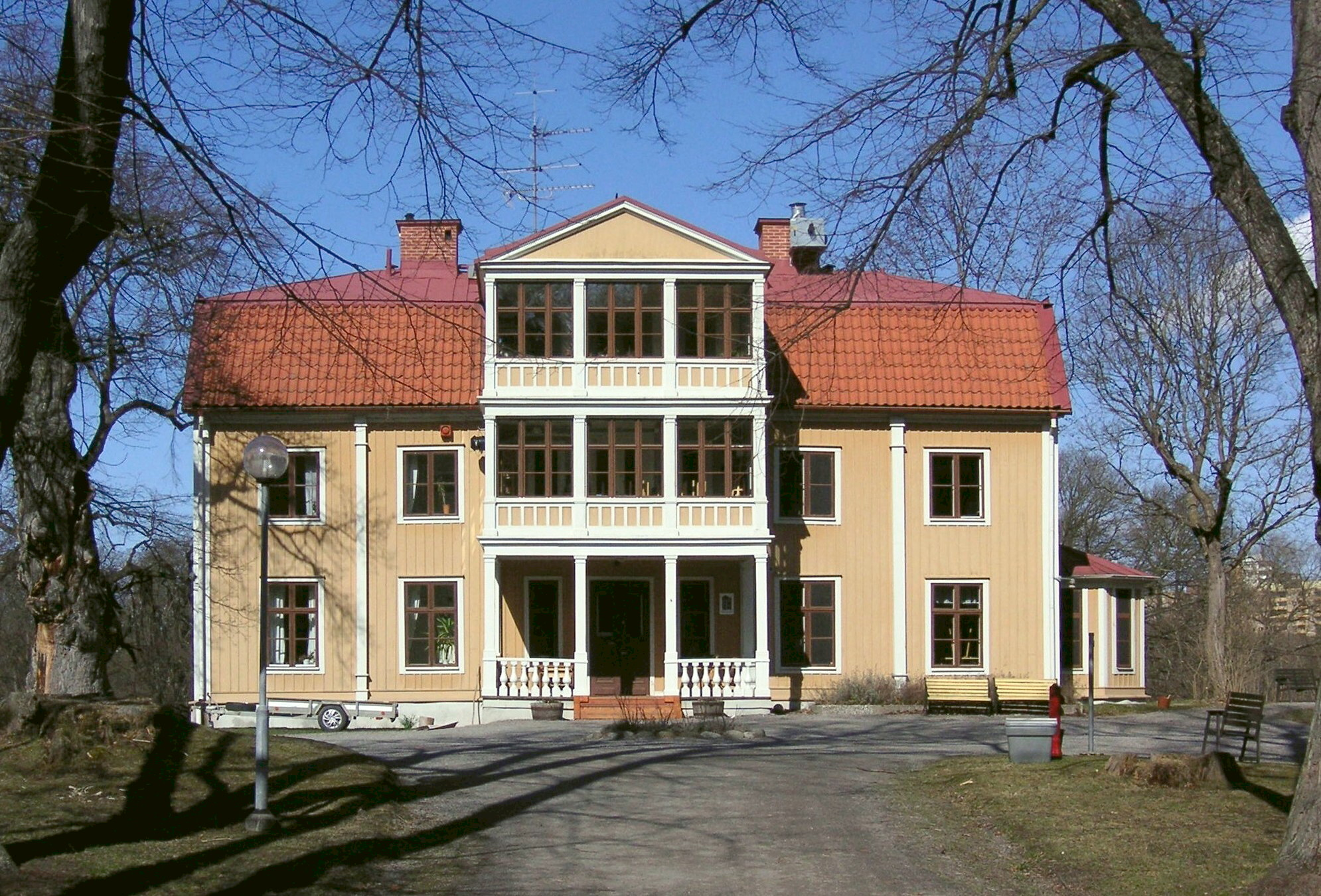
Johannelunds gård
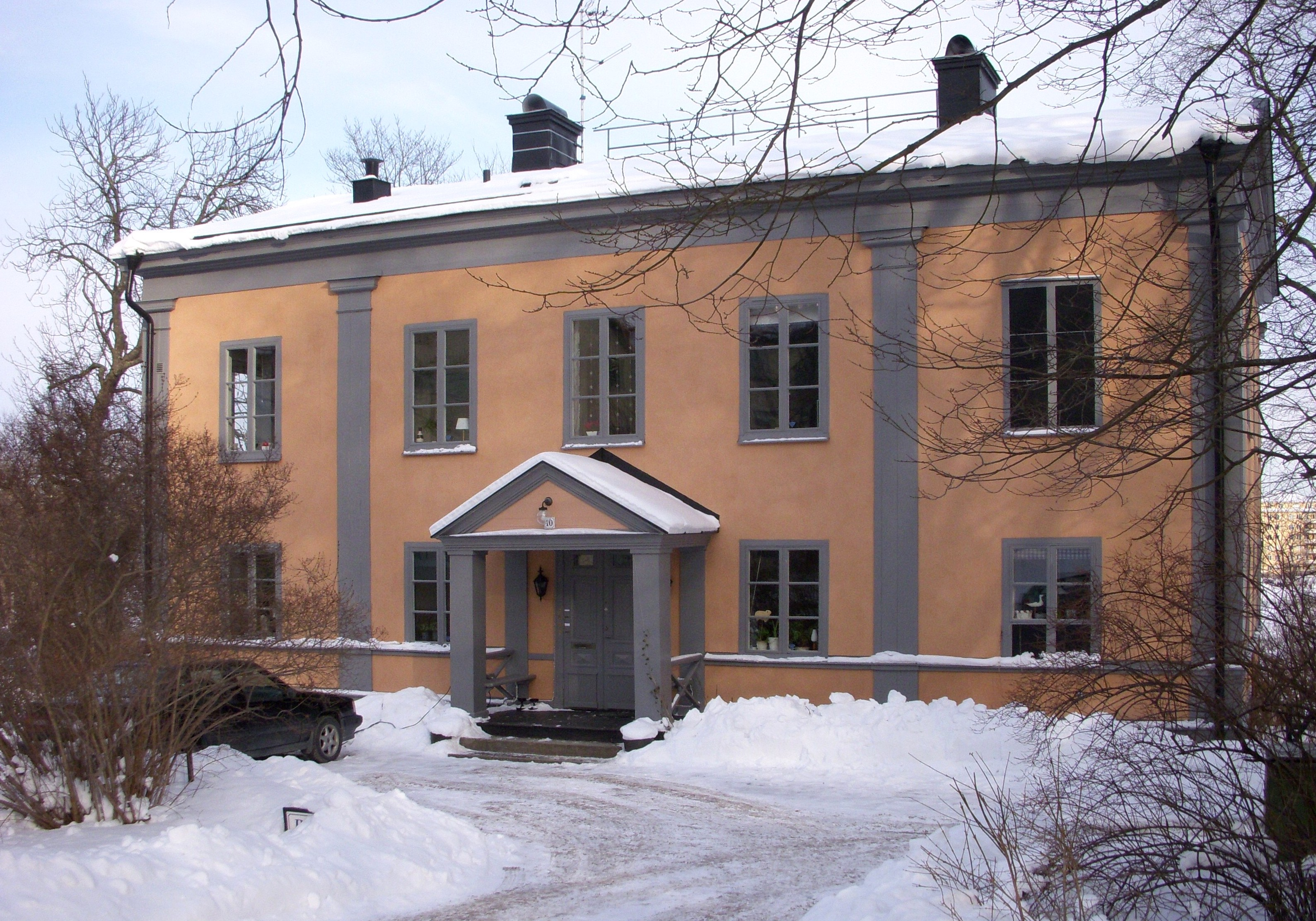
Tranebergs gård
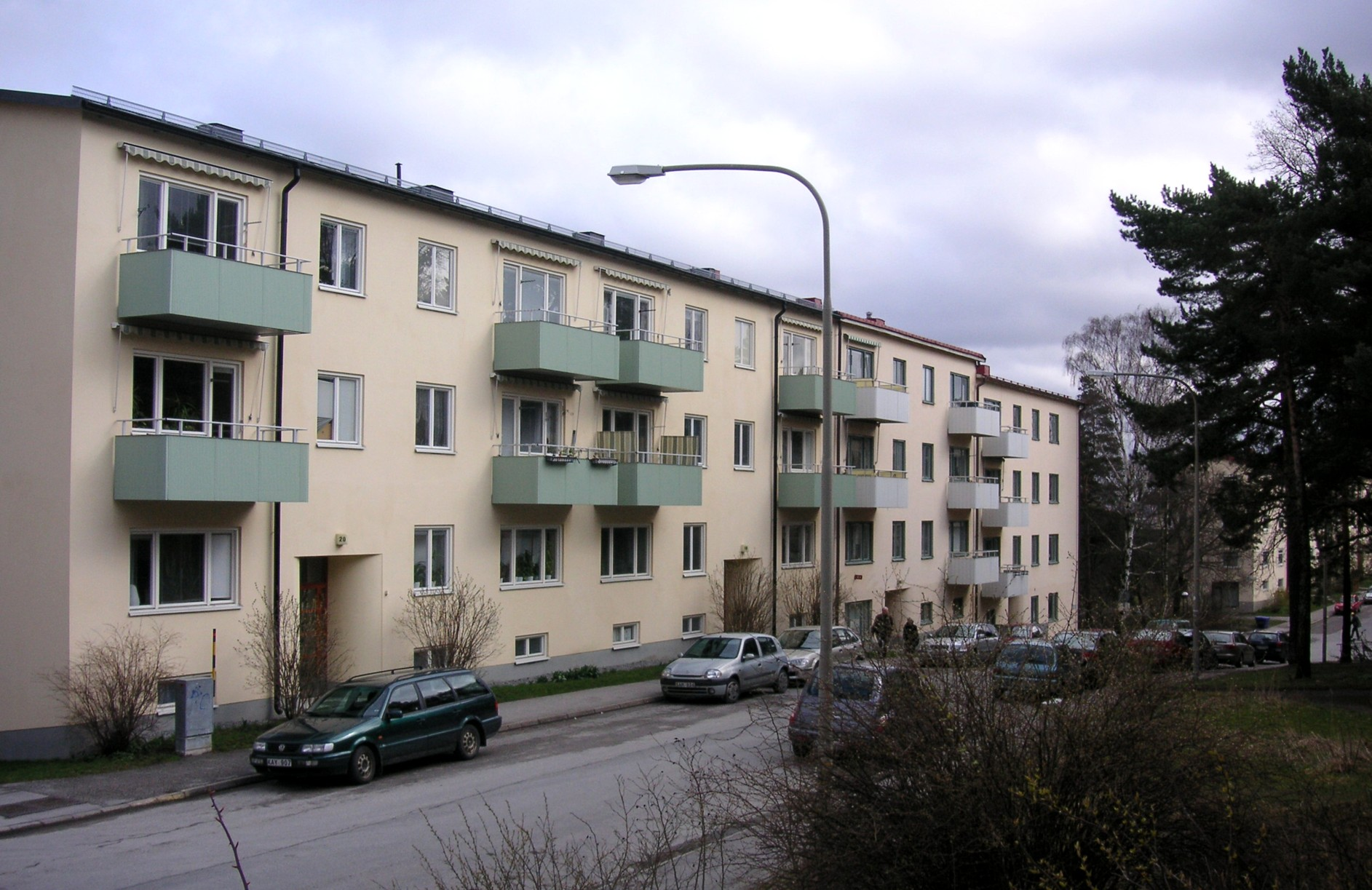
Mössebergsvägen
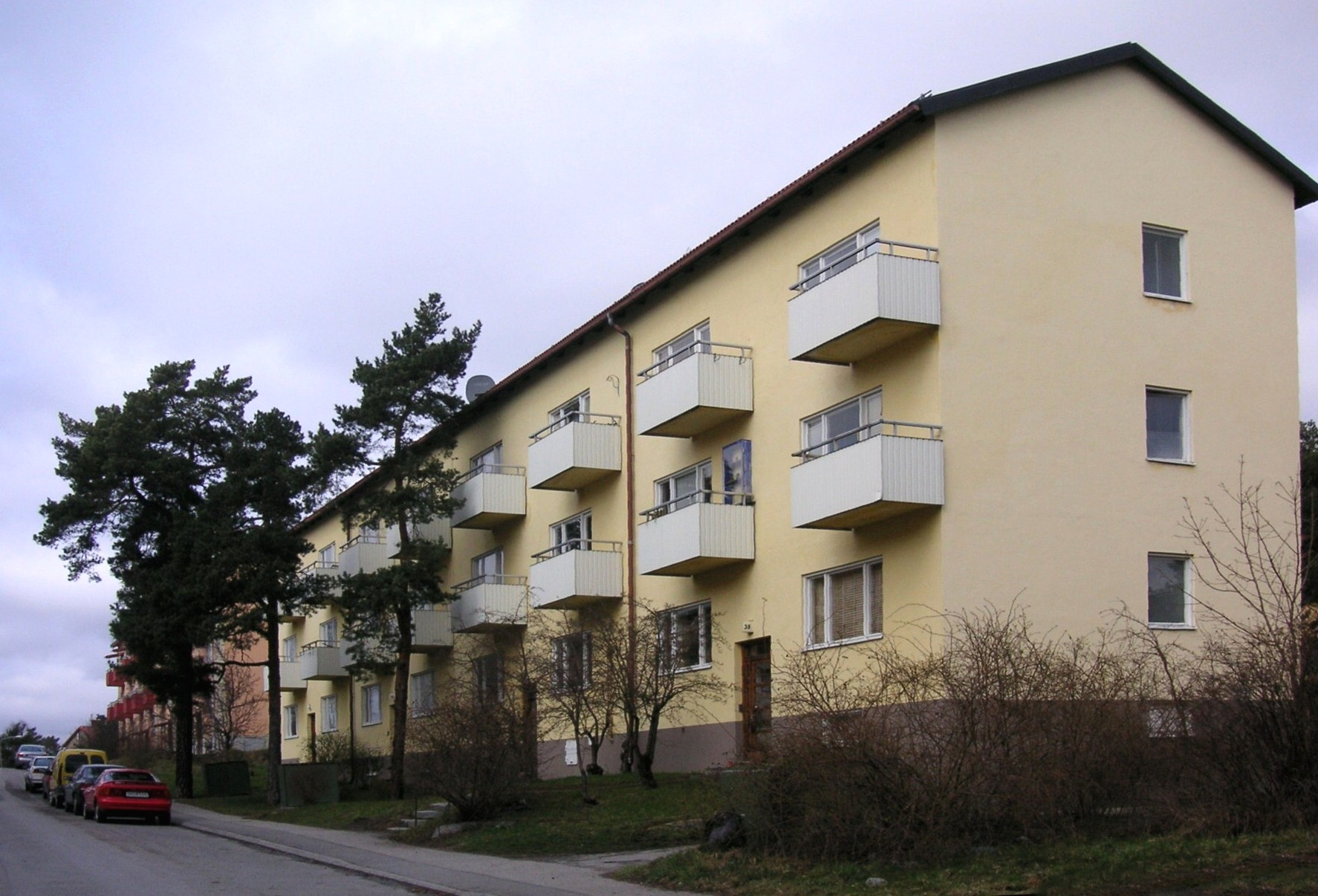
Kinnekullevägen